# Abtei Saint-Jacut-de-la-Mer

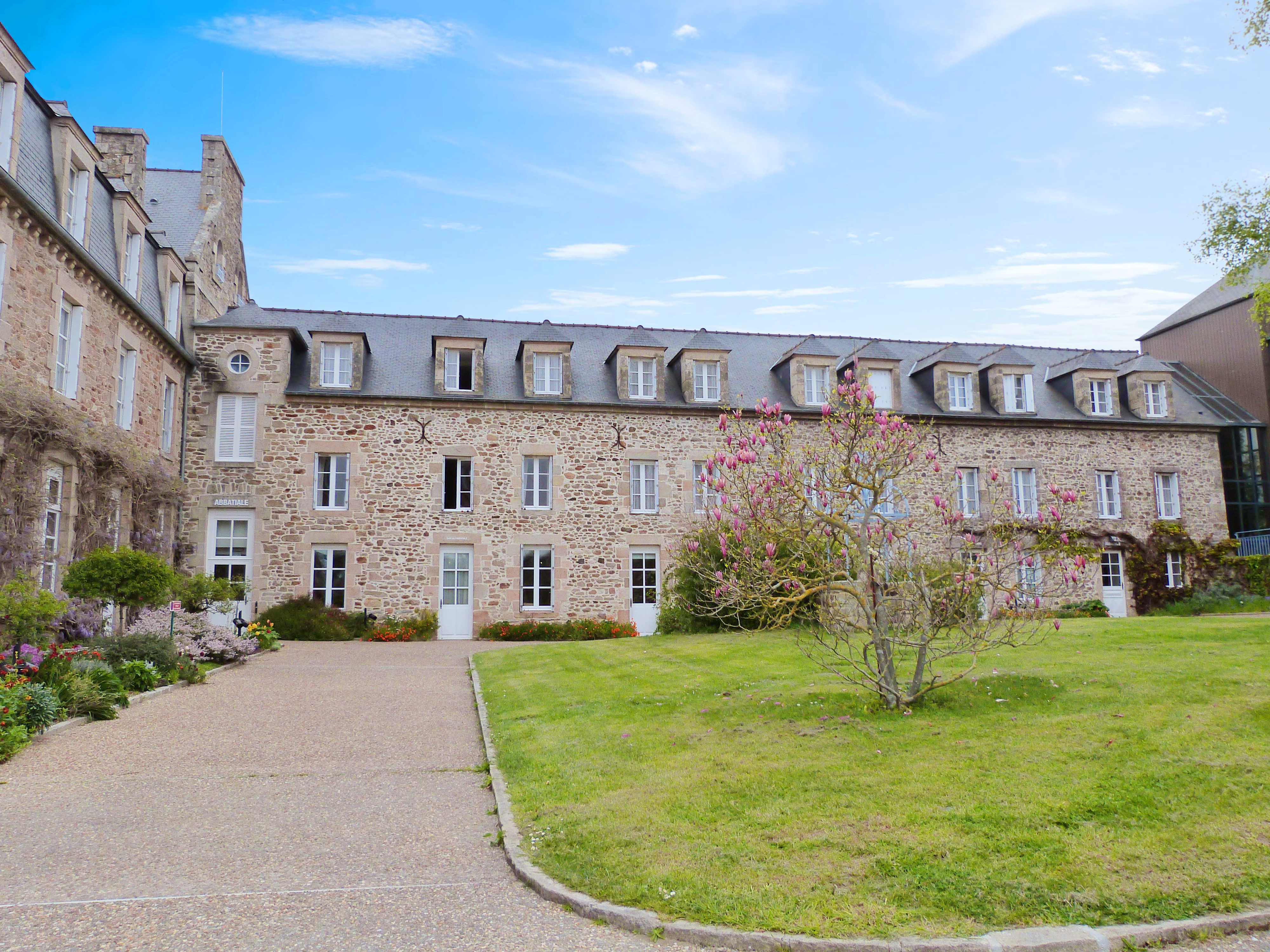
Abtei Saint-Jacut-de-la-Mer

Die Abtei Saint-Jacut-de-la-Mer ist eine ehemalige Benediktinerabtei in der französischen Gemeinde Saint-Jacut-de-la-Mer, gelegen an der Adresse 3 rue de l’Abbaye. Die Anlage dient heute als Beherbergungs- und Konferenzzentrum.

## Geschichte

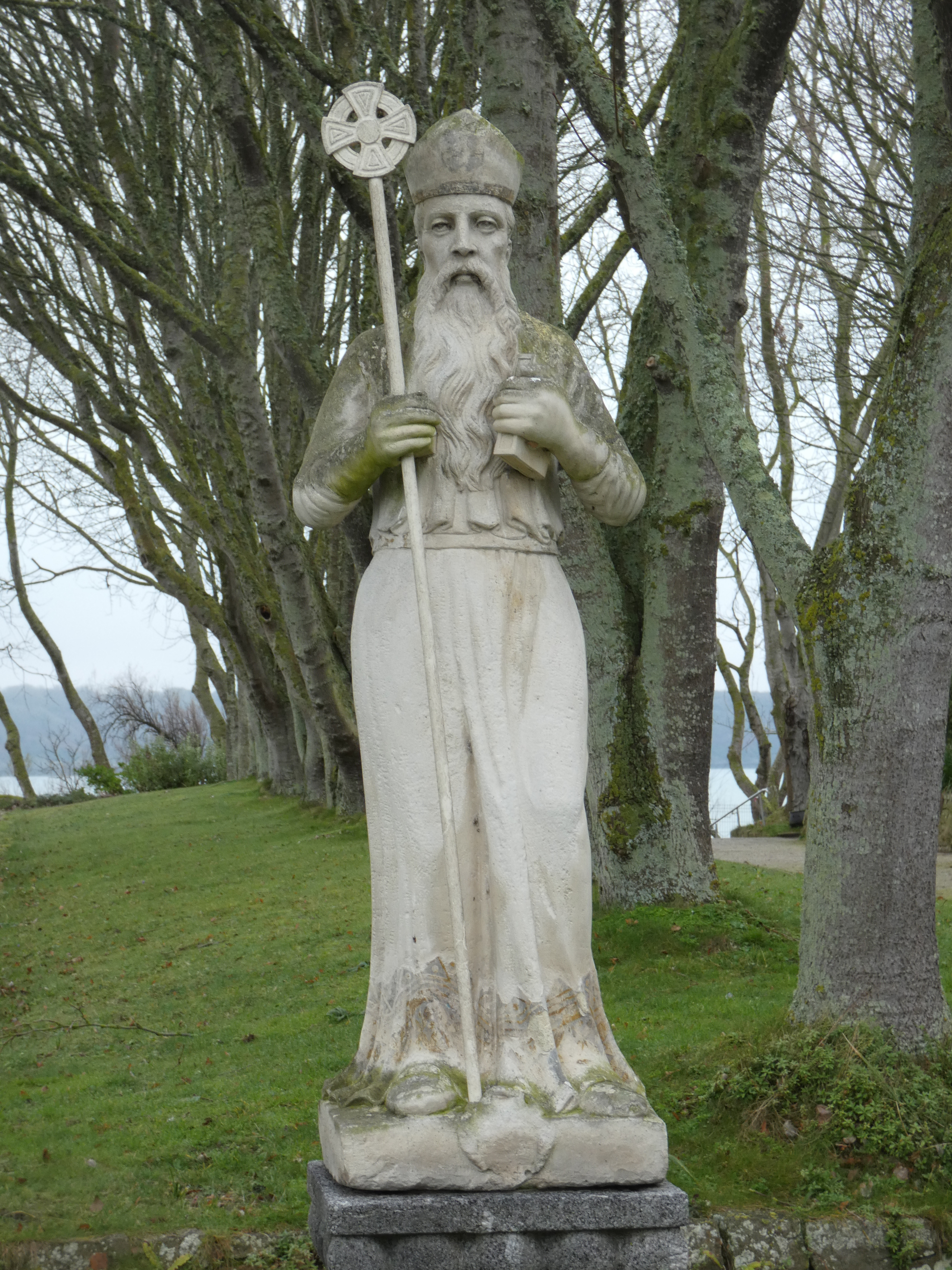
Statue des Heiligen Jacut

Der Überlieferung nach wurde die Abtei im 5. Jahrhundert von den Heiligen Jacut und Guetennoc am Ort Landoac gegründet. Zu Beginn des 11. Jahrhunderts erfolgte eine Restaurierung durch Abt Hinguethen.
Im 15. Jahrhundert erfuhr die Anlage bedeutende Umbauten, wie ein Plan aus dem Jahr 1647 belegt. 1647 übernahmen die Mauriner die Verantwortung für die Abtei. Das heutige Gebäude stammt wahrscheinlich größtenteils aus dem 17. Jahrhundert, wovon noch einige Überreste zeugen.
Während der Französischen Revolution wurde die Abtei als Nationalgut verkauft und 1793 teilweise zerstört. Um 1850 erwarb eine auswärtige Familie das Anwesen samt umliegenden Ländereien und ließ zwei Herrenhäuser errichten: „Bel Air“ und „La Guérinais“. 1875 ging die Abtei in den Besitz der Schwestern der Unbefleckten Empfängnis aus Saint-Méen-le-Grand über.
In den 1880er Jahren beauftragte die Kongregation den Architekten Martenot und den Unternehmer Poivrel mit Erweiterungsarbeiten. Die Anlage wurde in eine Familienpension umgewandelt und beherbergte bis Anfang des 20. Jahrhunderts auch eine freie Mädchenschule.

Postkarten um 1910
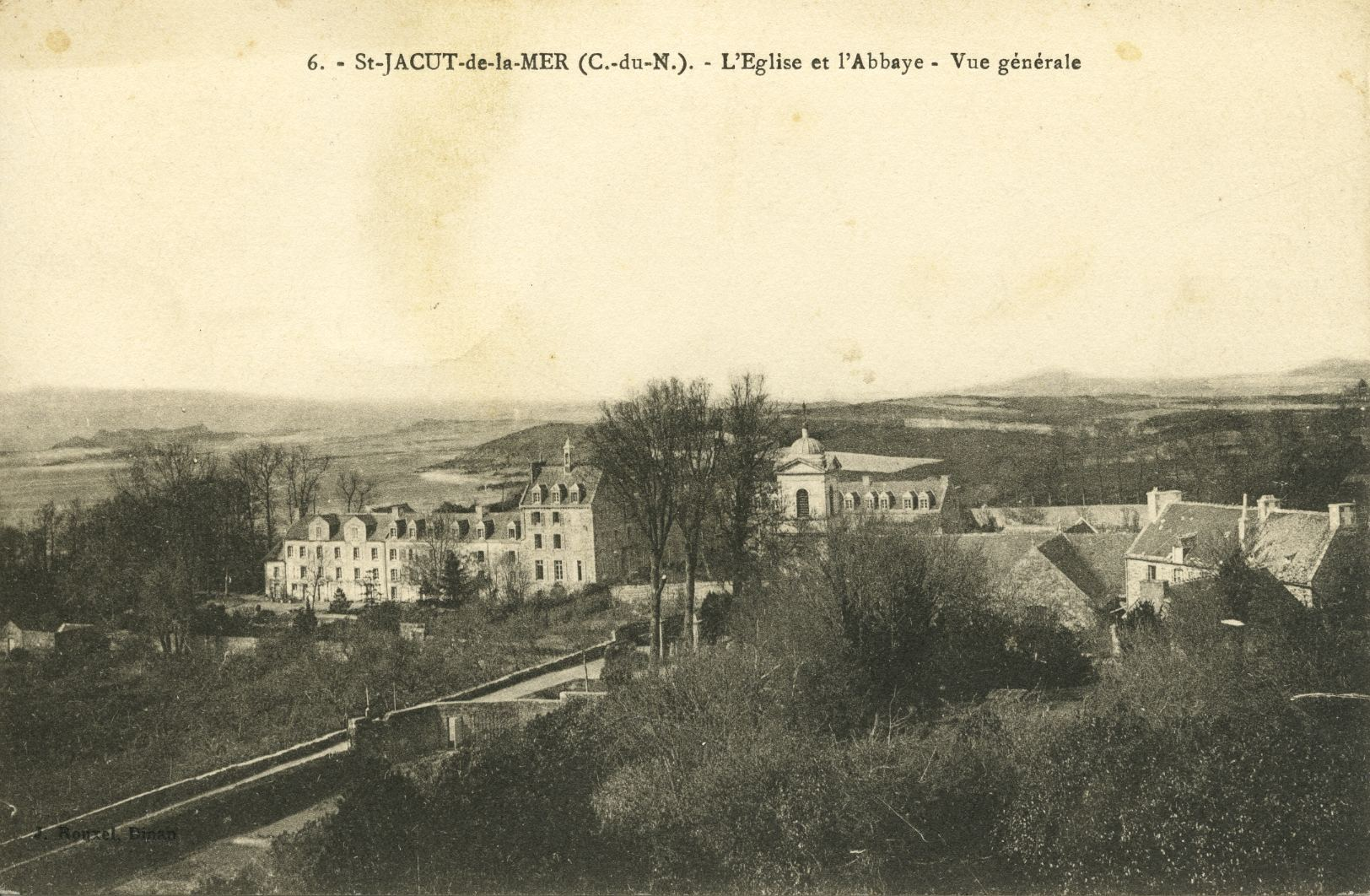
Gesamtansicht
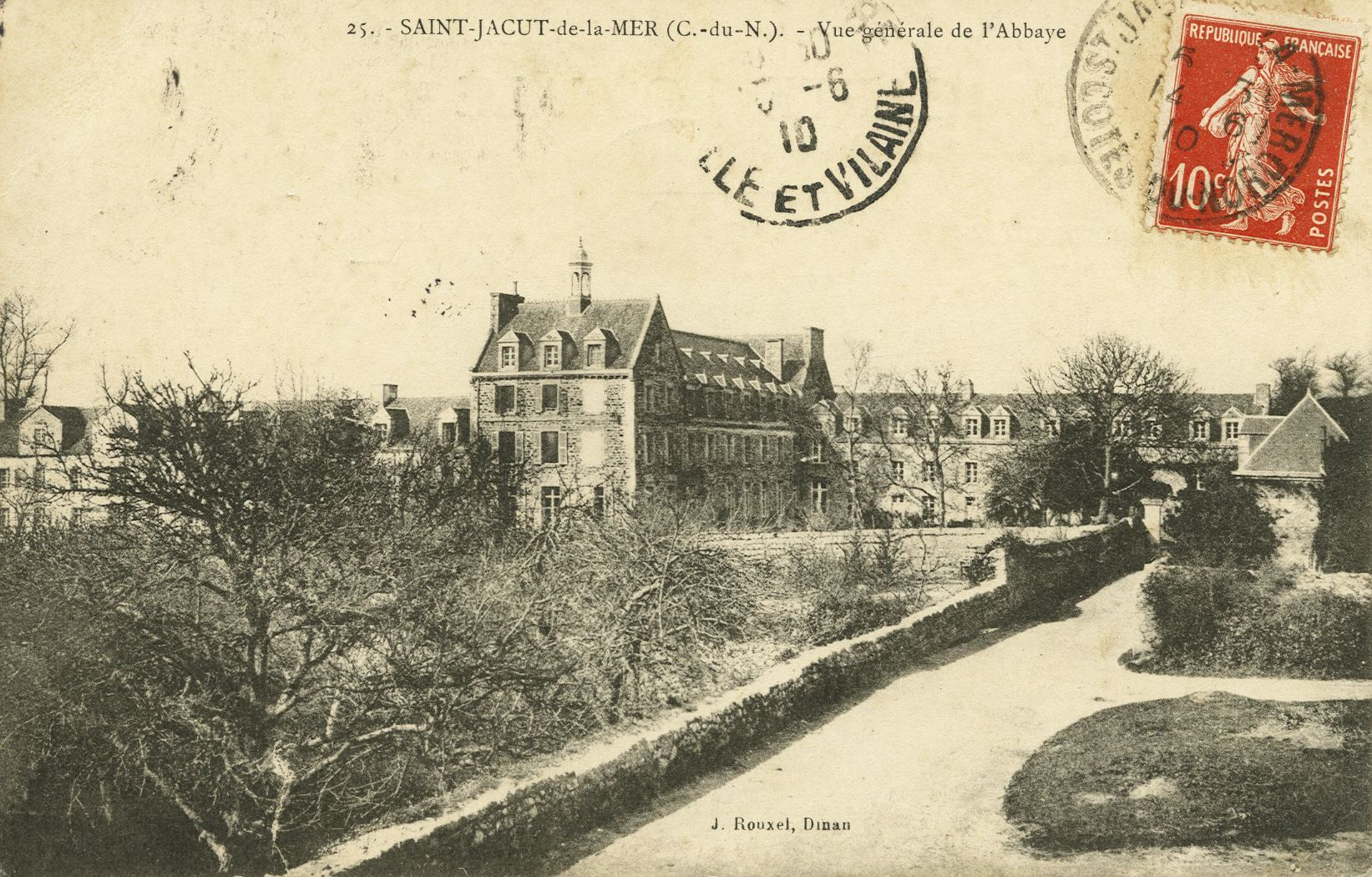
Eingang
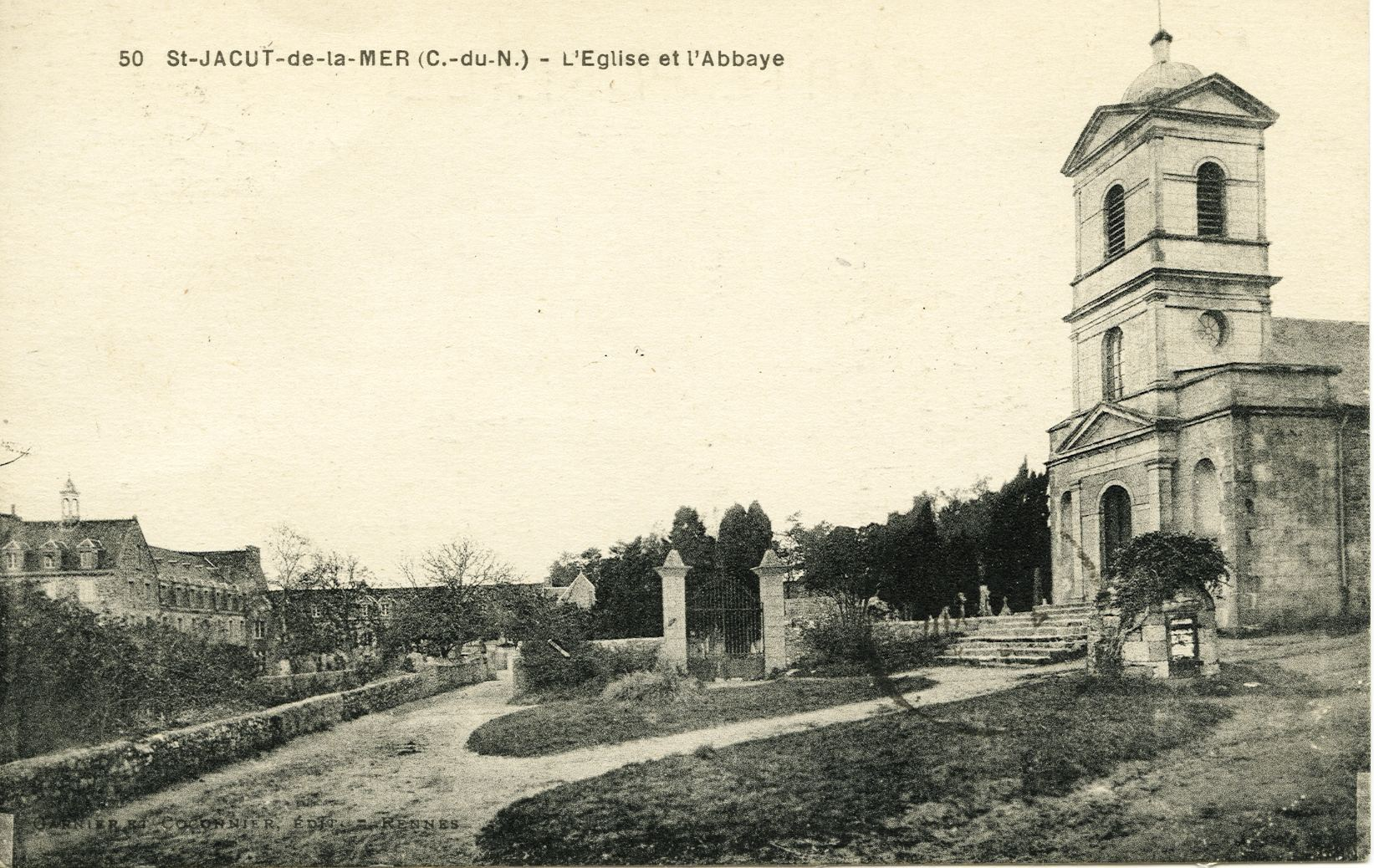
Eingangstor und ehemalige Kirche
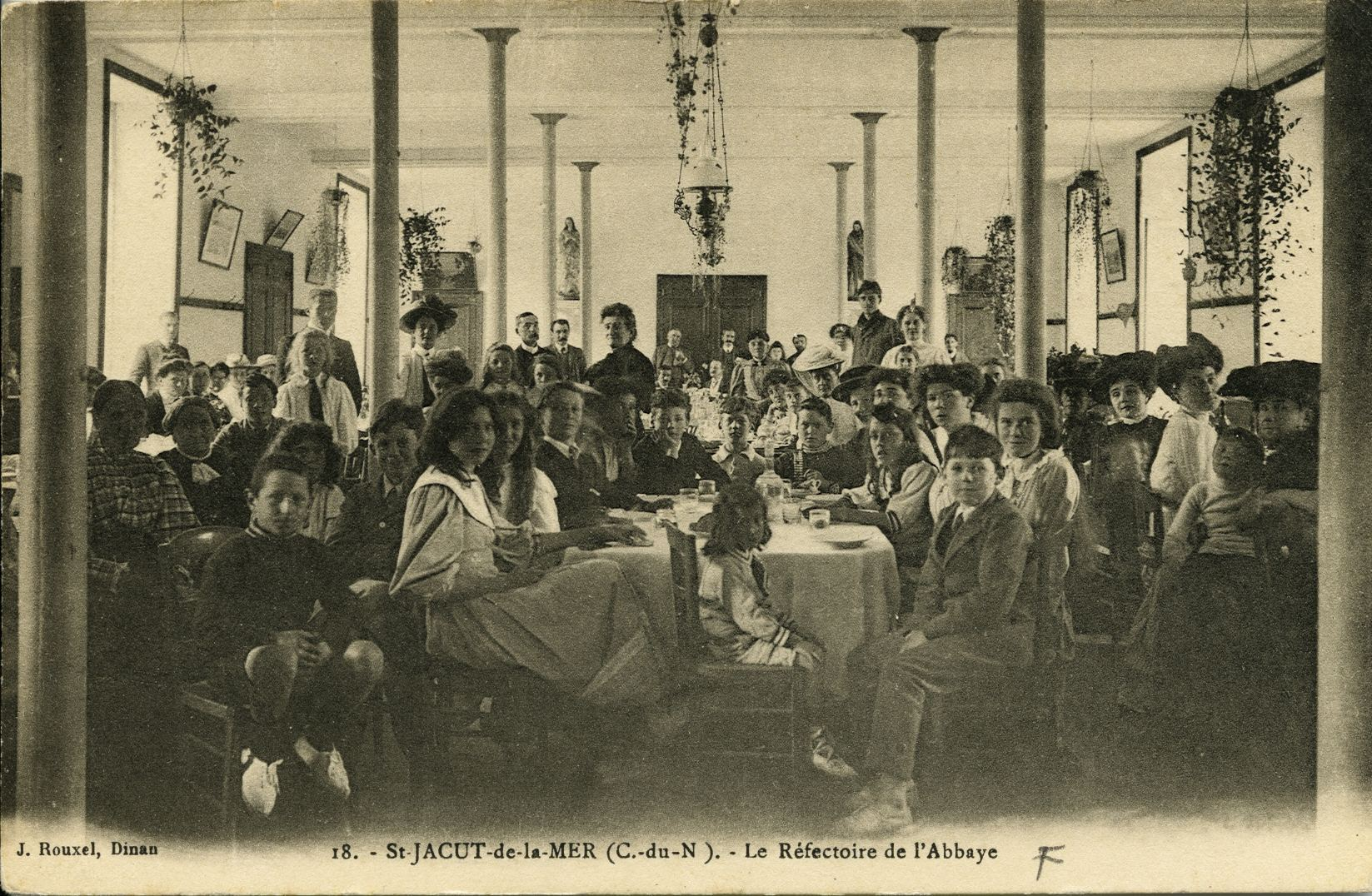
Refektorium

## Architektur und Anlage
Die heutigen Gebäude stammen überwiegend aus dem 19. und 20. Jahrhundert, wobei einige Überreste aus dem 15. Jahrhundert erhalten sind, darunter ein Tor und Teile der Umfassungsmauer. Die ursprüngliche Abtei war laut mündlicher Überlieferung im 11. Jahrhundert zunächst aus Holz errichtet und später von den Mönchen in Stein neu erbaut worden.
Die Anlage war von einer gewundenen Umfassungsmauer umgeben, die die Garenne (Gehege für Wildkaninchen) vom Ortsteil Chef de l’Isle abtrennte. Sie war zum Meer hin ausgerichtet und hatte Zugang zum Hafen von La Chapelle südlich von Ebihens. Die Klostergärten waren früher kleiner als heute. Das Haupttor der Abtei öffnete sich zur heutigen Grande Rue, die im Laufe der Jahrhunderte zunehmend bebaut wurde.

## Wirtschaftliche Bedeutung
Die Mönche der Abtei besaßen Fischgründe in der Bucht von Arguenon und Lancieux, mehrere Windmühlen (darunter die von Lancieux) und Dependancen im Pays de Poudouvre. Ähnlich wie andere Küstenabteien (z. B. die Abtei Beauport) trugen sie durch den Bau von zwei Deichen, den sogenannten „Mönchsdeichen“, an der Ost- und Westküste der Halbinsel zum Schutz vor dem Meer bei.